# Rhipidia (Rhipidia) plurinervis
Rhipidia (Rhipidia) plurinervis is een tweevleugelige uit de familie steltmuggen (Limoniidae). De soort komt voor in het Australaziatisch gebied.